# 反向旋转螺旋桨

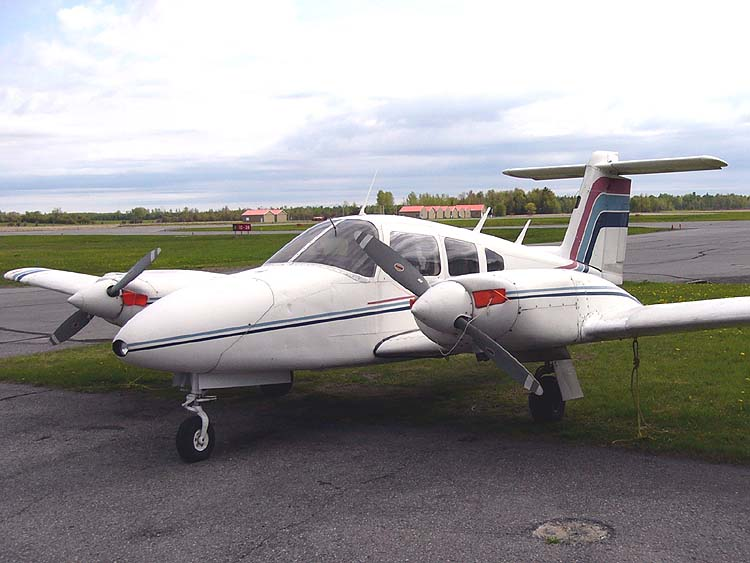
派珀PA-44飞机上的一对反向旋转螺旋桨

示例图

反向旋转螺旋桨（Counter-rotating propellers），也称对转螺旋桨，常见于双引擎或者多引擎的固定翼飞机，指的是其两侧的螺旋桨转动的角速度方向相反。
大多数传统的螺旋桨飞机，其两侧的螺旋桨转动的方向其实是相反的。通常情况下，如果从飞行员座舱往前看去，左手侧螺旋桨为顺时针转动、右手侧为逆时针转动，也即在上半圈往里转。反向旋转螺旋的设计目的是要减少螺旋桨的扭矩和非对称负载（P-因子）对飞机稳定性的影响。
有个别的飞机制造商生产出一类特殊的反向旋转螺旋桨，其左右的转动方向与普通的飞机均相反，因此两侧的螺旋桨叶片均在上半圈往外转、下半圈往里转。这种设计最早使用在P-38闪电式战斗机上，目的是为了增加机鼻机炮的精准度。除此以外，二战时德国的亨舍尔Hs 129攻击机，亨克尔He 177轰炸机以及梅塞希密特Me 323运输机均采用了这种独特的设计。